# Runner's high
Il Runner's high, comunemente conosciuto come sballo del corridore, è uno stato psico-fisico caratterizzato da rilassamento, euforia e benessere generalizzato indotto probabilmente dalla produzione di endocannabinoidi.
A causare il Runner's high è uno sforzo fisico intenso e prolungato, prodotto per esempio da attività sportive come la corsa e dalla pratica sessuale dopo lunghi periodi di astinenza.

## Manifestazione
Per far sì che si manifesti lo stato di Runner’s high, è necessario che lo sforzo fisico presenti le tipiche caratteristiche della corsa di fondo o, per lo meno, di mezzofondo puro e mezzofondo prolungato. La durata media minima è quindi di 30-45 minuti, per una distanza minima stimata intorno ai cinque chilometri, fino ad estendersi alle distanze da mezza maratona e maratona (se non oltre, come nelle ultramaratone o le ironman).
Oltre che negli esseri umani, l’effetto è stato riscontrato anche in altre specie animali capaci di sostenere sforzi prolungati, dunque di percorrere lunghi tratti per un medio-lungo periodo, senza fermarsi per più di pochi secondi o minuti.
Al contrario, l’effetto non è stato riscontrato in egual misura su mezzofondisti veloci o in altri atleti, amatoriali e professionisti, praticanti sport in cui lo sforzo è di breve durata.
Lo stato di Runner’s high si manifesta in media intorno ai trenta minuti dopo il termine dell'attività sportiva.

## Ipotesi sulle cause
I primi studi e teorie sullo stato di Runner’s high, risalenti agli anni settanta, collegarono l’origine del senso di benessere alla produzione di endorfine, ritenendolo pertanto basato sull'attivazione temporanea del sistema oppioide.
L'ipotesi è stata però messa in dubbio per l'incapacità delle endorfine di passare la barriera emato-encefalica, cosa che rende improbabile la correlazione tra l'effettiva produzione endorfinica e il Runner’s high.
Secondo diversi studi non solo non vi sarebbero evidenze a dimostrazione della teoria secondo la quale la produzione (effettivamente accertata) di endorfine possa di fatto essere assorbita dall'organismo in maniera tale da svilupparne gli effetti, ma le sensazioni di benessere successive allo sforzo fisico prolungato sarebbero in realtà riconducibili alla produzione endogena di endocannabinoidi. Questi ultimi, diversamente dalle endorfine, sarebbero, infatti, capaci di superare la barriera emato-encefalica divenendo dunque concretamente assorbibili e potendo effettivamente produrre i propri benefici sul soggetto.

### Studio su esseri umani
In uno studio pubblicato nel 2021 sono stati presi in esame 63 volontari, sia uomini che donne, che fossero runner abituali. I soggetti sono stati sottoposti ad analisi ematiche e test psicologici dopo aver portato a termine due attività: correre o camminare per 45 minuti e poi, almeno 30 giorni più tardi, eseguire l’altra attività.
A metà dei soggetti è stato somministrato un placebo, e all’altra metà naloxone. I soggetti presi in esame, sia sotto placebo che naloxone, hanno indipendentemente poi sostenuto, una volta domandatoglielo, di aver provato le tipiche sensazioni di benessere dello “sballo da corsa”. Essendo il naloxone un antagonista recettoriale degli oppioidi, cioè un farmaco in grado di bloccare le funzioni fisiologiche delle sostanze oppiacee endorfine, è stato possibile escludere la funzione di queste ultime nell'induzione allo stato di Runner's high.
Dal punto di vista emato-chimico tutti i soggetti hanno invece registrato un aumento degli endocannabinoidi nel post-allenamento.
Lo studio ha così evidenziato l'assenza di correlazione tra le endorfine e lo stato di Runner's high, mostrando invece il possibile ruolo degli endocannabinoidi.

### Studi su animali
Uno studio pubblicato nel 2012 ha preso in esame tre specie di mammiferi: l'essere umano, il cane e il furetto.
L'assunto alla base di tale studio si fondava sulla conoscenza comportamentale delle tre specie sottoposte a esame. La corsa è di fatto il primo movimento naturale che segue la deambulazione comune o camminata e sia nell'uomo, che nel cane si manifesta per naturale propensione al gioco sia in gesti imitativi della caccia (inseguimento) che della fuga (farsi inseguire, scappare). Anche i furetti corrono per naturale propensione, ma il gesto nel loro caso si basa principalmente sulla velocità, considerata la muscolatura che li contraddistingue (a differenza dell'uomo e del cane che, in generale, sono più portati ad essere meno rapidi, ma a resistere allo sforzo su maggiori distanze). Partendo da questo assunto lo studio ha messo a confronto le due specie capaci di percorrere anche lunghe tratte a piedi, sia con andature di corsa differenti che camminando. Negli esseri umani e nei cani si è verificata la produzione di endocannabinoidi, senza differenze di rilievo. Nei furetti non c’è invece stata produzione di endocannabinoidi.
Un altro studio si è fondato sull'inibizione dell'assorbimento di endorfine ed endocannabinoidi in alcuni gruppi di topi e solo di endorfine in altri. Nei gruppi cui era stato inibito l'assorbimento di entrambe le sostanze, a conclusione della corsa sono stati registrati livelli di stress pari a quelli precedenti all'attività fisica. Di contro, nelle cavie cui l'unica inibizione era stata quella inerente all'assorbimento delle endorfine (e non anche degli endocannabinoidi), sono stati registrati livelli di stress notevolmente inferiori e segni di evidente rilassatezza dei soggetti.